# In the Club
In the Club – trzeci album szwedzkiego wokalisty Danny’ego. Ukazał się 11 marca 2011 na terenie Szwecji nakładem wytwórni Sony Music Entertainment. Singlem promującym album jest „In Your Eyes”. In the Club to pierwszy longplay artysty, na który składa się 8 kompozycji.

## Lista utworów
1. „In Your Eyes” (Ozgo Radio Mix)
2. „Tonight”
3. „In the Club”
4. „In Love With A Lover”
5. „Never Gonna Take Us Down”
6. „Catch Me If You Can”
7. „Just Like That”
8. „Cassandra”